# Сингх, Хушвант
Хушвант Сингх (хинди खुशवन्त सिंह, урду خشونت سنگھ‎, англ. Khushwant Singh; 2 февраля 1915 года, Хадали, Британская Индия — 20 марта 2014 года, Нью-Дели, Индия) — сикхский прозаик, журналист, редактор литературных и научных журналов и газет, историк, политик. Автор множества статей и около 100 книг, в том числе известного романа «Поезд в Пакистан» (1956) о разделе Британской Индии. Писал на английском языке. Одинаково популярен в Индии и Пакистане. Приведённые им в статьях и книгах сравнения социальных и поведенческих характеристик европейцев и индийцев пронизаны остроумием. Сторонник секуляризма и либеральных идей в политике. Удостоен высших государственных наград Индии, Падма Бхушан (1974) и Падма Вибхушан (2007).

## Биография
Хушвант Сингх родился в городе Хадали (ныне в округе Хушаб провинции Пенджаб в Пакистане) в семье сикхов. Его отец, Собха Сингх (1890—1978) — крупный бизнесмен в сфере строительства, участник проекта архитектора Эдвина Лаченса по строительству Нового Дели. Дядя будущего писателя, Сардар Уджал Сингх (1895—1983) был губернатором Пенджаба и Тамилнада.
Обучался в современной школе в Нью-Дели, затем в правительственном колледже в Лахоре, колледже Святого Стефана в Дели и Королевском колледже в Лондоне. По завершении образования был принят барристером в судебный инн Почётное общество внутреннего храма при Королевском суде в Лондоне.
Продолжил профессиональную карьеру в качестве практикующего юриста в 1938 году Лахорском суде, где проработал в течение последующих восьми лет. В 1947 году поступил на дипломатическую службу независимой Индии и был назначен пресс-атташе правительства Индии в Торонто в Канаде. Затем получил назначение на место пресс-атташе и государственного служащего дипломатической миссии Индии в Лондоне и Оттаве. В 1951 году был принят на работу во Всеиндийское радио в качестве журналиста. Между 1954—1956 годами работал в Департаменте массовых коммуникаций ЮНЕСКО в Париже. С 1956 он обратился к редактированию и был главным редактором журнала «Йоджана» (англ. Yojana), газет National Herald и Hindustan Times и ряда других изданий.
С 1980 по 1986 год был членом Совета штатов — верхней палаты индийского парламента. В 1974 году был награждён одной из высших государственных наград, орденом Падма Бхушан, за заслуги перед родиной. В 1984 году он вернул эту награду в знак протеста против осады Золотого храма сикхов индийской армией. В 2007 году индийское правительство наградило его другой высшей государственной наградой, орденом Падма Вибхушан.
Как общественный деятель, критиковал действия правящей партии Национальный конгресс, особенно в период правления Индиры Ганди. Несмотря на анти-сикхские настроения в индийском обществе и серию погромов, связанных с убийством Индиры Ганди, остался верен демократическим принципам и продолжил работу в Комитете гражданской юстиции. Вопреки мнению официального большинства, выступал за укрепление дипломатических отношений с Израилем, который посетил в 1970-х годах.
Хушвант Сингх был женат на Кавал Малик, от которой имел сына Рахула и дочь Малу. Индийские актрисы кино и телевидения Амрита Сингх и Тиска Чопра приходятся ему внучатыми племянницами.
Писатель был агностиком и выступал против организованной религии. Он говорил, что «можно быть святым человеком, не веря в Бога и отвратительным злодеем веруя в Него». Он также однажды сказал: «Я не верю в перерождение или реинкарнацию, в день суда или в рай и ад. Я принимаю окончательность смерти». Его последняя книга «Бог, горе и смех» была опубликована в октябре 2013 года, после чего он отошёл от писательской деятельности. В книге он подверг жесткой критике религии и религиозную практику в Индии, особенно духовенство.
Хушвант Сингх умер в силу естественных причин 20 марта 2014 года в Нью-Дели на сотом году жизни. Соболезнования родственникам в связи с его смертью выразили президент, вице-президент и премьер-министр Индии. Он был кремирован в крематории Лодхи в Дели в день смерти. Во время жизни, Хушвант Сингх тщательно подыскивал себе место для погребения так, как считал, что с захоронением человек отдаёт земле то, что у неё взял. Его просьба к бахаистам быть погребённым на их кладбище осталась не удовлетворённой. Часть праха писателя, по его просьбе, была развеяна в городе Хадали, в котором он родился.